# Chiesa cattolica in Somalia

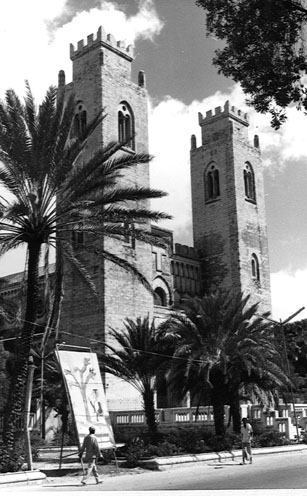
La cattedrale di Mogadiscio, definitivamente demolita nel 2008 da radicali islamici

La Chiesa cattolica in Somalia è una parte della Chiesa cattolica in comunione con il vescovo di Roma, il papa.
La Somalia, paese prevalentemente islamico e politicamente instabile, è lo stato africano con il minor numero di cattolici.

## Storia

### Dalle origini all'indipendenza
Con la colonizzazione italiana della Somalia si venne a creare per la prima volta la necessità della costituzione di un'organizzazione stabile religiosa per una comunità che andava sempre più aumentando.
Pio X, il 21 gennaio 1904, istituì la prefettura apostolica di Benadir, dipendente dalla Sacra Congregazione de Propaganda Fide. L'anno successivo il trinitario padre Alessandro dei Santi, venne nominato prefetto apostolico e tale rimase fino alla morte, nel 1924.
Il 15 dicembre 1927 Pio XI, con la lettera apostolica "Rei Christianae", promosse la  prefettura apostolica a vicariato apostolico e ne cambiò il nome diventando il vicariato apostolico di Mogadiscio.
Il successivo 22 dicembre padre Gabriele Perlo (1879-1948), missionario della Consolata, che dal 1924 era amministratore apostolico "sede vacante" della prefettura apostolica, venne nominato vescovo titolare di Amizone e primo vicario apostolico, ma, appena due anni dopo, nell'agosto del 1930, si dimise.
Da allora in poi tutti i vescovi della Somalia hanno fatto parte dell'Ordine dei frati minori, a partire dal successore di mons. Perlo, mons. Francesco Fulgezio Lazzati (1882-1932), vescovo titolare di Ermopoli Maggiore, nominato il 14 luglio 1931 e deceduto il 24 maggio dell'anno seguente.
Durò invece quasi quarant'anni il governo del Vicariato apostolico da parte del francescano Francesco Venanzio Filippini (1890-1973), vescovo titolare di Tinisa di Numidia, e più precisamente dal 30 maggio 1933 al 19 ottobre 1970.
Mons. Filippini partecipò a tutte le sessioni del Concilio Ecumenico Vaticano II e, gravato dagli anni e dalle fatiche, venne affiancato da un vescovo ausiliare, dal 16 febbraio 1968, nella persona del confratello Antonio Silvio Zocchetta (1920-1973), vescovo titolare di Sfasferia, che venne chiamato a reggere il vicariato lo stesso giorno delle sue dimissioni, ma che morì, a soli 52 anni, il 22 gennaio 1973.
Quando già da tempo il numero dei cattolici era molto diminuito, soprattutto a causa della partenza degli Italiani (nel 1950 vi erano circa 8.500 cattolici, scesi a 2.600 nel 1970, e a circa un centinaio nel 1990), papa Paolo VI istituì, il 20 novembre 1975, con la costituzione apostolica "Ex quo Dei", la diocesi di Mogadiscio e nominò il primo vescovo nella persona di padre Pietro Salvatore Colombo.

### Dalla fine del XX secolo ad oggi
Negli anni ottanta del XX secolo, durante il regime di Siad Barre si potevano contare in Somalia circa 2.500 cristiani, tra locali e stranieri.
Il 9 luglio 1989 il vescovo Pietro Salvatore Colombo è stato assassinato all'esterno della cattedrale di Mogadiscio. Con la caduta di Siad Barre e l'inizio della guerra civile (1991) è cominciata la persecuzione contro i cristiani. Sono stati assassinati: padre Pietro Turati, responsabile delle missioni di Kasimaio e Gelib (1991); il medico Graziella Fumagalli (1995); Annalena Tonelli (2003); suor Leonella Sgorbati (2006) e una trentina di cristiani somali.
I luoghi di culto cristiani sono diventati bersaglio dei fondamentalisti. Sei delle sette chiese esistenti nel paese sono state distrutte. La cattedrale di Mogadiscio è stata assaltata e depredata nel 1991. Nel 2008 è stata rasa al suolo dagli integralisti islamici.

## Organizzazione ecclesiastica
La Chiesa è organizzata in un'unica diocesi, la diocesi di Mogadiscio, che conta una sola parrocchia e circa un centinaio di fedeli. Dal 1989, anno dell'assassinio di Pietro Salvatore Colombo, la sede episcopale è vacante e i pochissimi cattolici somali sono sotto l'amministrazione apostolica del vescovo di Gibuti.
In Somalia è attualmente proibita ogni forma di culto cristiano, al punto che è vietato persino l'uso delle campanelle orarie delle scuole, perché ricordano le campane delle chiese.
La guerra e la mancanza di sicurezza hanno reso impossibile l'opera di evangelizzazione, mentre la maggioranza dei musulmani non conosce i missionari cattolici, che spesso sono presenti solo per brevi periodi..

## Delegazione apostolica
La Santa Sede è stata rappresentata in Somalia fino al 1969 dalla nunziatura apostolica dell'Africa Orientale con residenza a Mombasa in Kenya.
Il 3 luglio 1969, con la bolla Sollicitudo omnium di papa Paolo VI, fu eretta la «Delegazione apostolica della Regione del Mar Rosso» con residenza a Khartoum e con giurisdizione sulla Somalia, il Sudan, Gibuti e la parte meridionale della penisola arabica.
Il 26 marzo 1992, con il breve apostolico Suo iam pridem di papa Giovanni Paolo II, la Somalia è stata eretta in delegazione apostolica autonoma e la delegazione apostolica della Regione del Mar Rosso ha assunto il nome di delegazione apostolica nella Penisola Arabica. Fino al 2004 la carica di delegato apostolico per la Somalia era affidata al nunzio in Sudan; da quella data è al nunzio in Etiopia che competono gli affari ecclesiastici nel paese somalo.

### Delegati apostolici
- Erwin Josef Ender, arcivescovo titolare di Germania di Numidia (26 marzo 1992 - 9 luglio 1997 nominato nunzio apostolico in Lituania, Estonia e Lettonia)
- Marco Dino Brogi, O.F.M., arcivescovo titolare di Cittaducale (13 dicembre 1997 - 5 febbraio 2002 nominato nunzio apostolico in Egitto)
- Dominique François Joseph Mamberti, arcivescovo titolare di Sagona (18 maggio 2002 - 17 gennaio 2004 dimesso)
- Ramiro Moliner Inglés, arcivescovo titolare di Sarda (17 gennaio 2004 - 26 luglio 2008 nominato nunzio apostolico in Albania)
- George Panikulam, arcivescovo titolare di Arpaia (24 ottobre 2008 - 14 giugno 2014 nominato nunzio apostolico in Uruguay)
- Luigi Bianco, arcivescovo titolare di Falerone (10 settembre 2014 - 4 febbraio 2019 nominato nunzio apostolico in Uganda)
- Antoine Camilleri, arcivescovo titolare di Skálholt (31 ottobre 2019 - 20 maggio 2024 nominato nunzio apostolico a Cuba)